# Ray McAnally
Ray McAnally, född 30 mars 1926 i Buncrana, County Donegal, död 15 juni 1989 i County Wicklow, var en irländsk skådespelare.
McAnally var en berömd teaterskådespelare på Irland, men är internationellt mest känd för ett antal filmroller.

## Filmografi (i urval)
- Min vänstra fot (1989)
- Venus Peter (1989)
- We're No Angels (1989)
- Jack the Ripper (1988, TV-film)
- A Very British Coup (1988, TV-film)
- Empire State (1987)
- 1987 – Det fjärde protokollet
- Sicilianaren (1987)
- Taffin (1987)
- Vitt illdåd (1987)
- The Mission (1986)
- No Surrender (1985)
- Cal (1984)
- 1981 – Ondskans värdshus
- Inte en av oss (1979)
- Fruktan är mitt vapen (1972)
- Quest for Love (1971)
- Spegelkriget (1969)
- Ökensabotörerna (1958)